# Elm (Schwalbach (Saar))
Elm ist ein Ortsteil der saarländischen Gemeinde Schwalbach im Landkreis Saarlouis und hat 4823 Einwohner.

## Geografie

### Ortsgliederung und Lage
Elm liegt etwa 1 km östlich und südöstlich des Gemeindehauptortes Schwalbach, sowie etwa 2 km nordöstlich von Bous. Östlich des Ortes liegen Püttlingen und Köllerbach, nördlich der Saarwellinger Ortsteil Schwarzenholz und südlich der Völklinger Stadtteil Röchlinghöhe.
Elm gliedert sich in die Ortsteile Sprengen, Elm, Derlen und Knausholz, die sich von Sprengen ausgehend in südwestlicher Richtung im Sprenger Bachtal erstrecken.

## Geschichte
Die vier Dörfer im Sprenger Bachtal (Knausholz, Derlen, Elm und Sprengen) wurden 1938 zu einer Gemeinde vereinigt, die den Namen Elm/Saar erhielt. Im Rahmen einer Gebiets- und Verwaltungsreform kam die Gemeinde Elm/Saar im Amt Bous mit Wirkung vom 1. Januar 1974 zur Gemeinde Schwalbach.

## Religion
In Elm gab es bis 2007 zwei katholische Pfarreien und Kirchengemeinden: St. Josef in Derlen und Maria Himmelfahrt in Sprengen. Seit dem 20. Juli 2007 sind sie Teil der Pfarrei und Kirchengemeinde Heilig Kreuz Schwalbach.

## Kultur und Sehenswürdigkeiten

### Bauwerke
In Elm gibt es mehrere Bauwerke, die als Einzeldenkmale in der Denkmalliste des Saarlandes aufgeführt sind. Dazu zählen die Sanders Mühle von 1854, ein Gemeindetierstall von 1906, ein Bauernhaus von 1900, sowie die in den Jahren 1900 bis 1904 im neugotischen Stil errichtete katholische Pfarrkirche St. Josef des Architekten Peter Marx.

### Grünflächen und Naherholung
Im Elmer Ortszentrum befindet sich am Bachlauf des Sprenger Baches das Naherholungsgebiet Mühlenthal.

### Sport
In der Bachtalstraße befinden sich das Stadion Elm, ein Hartspielfeld mit 400-Meter-Bahnen, und der Sportplatz Elm mit Rasenplatz.

## Wirtschaft und Infrastruktur

### Öffentliche Einrichtungen
Elm verfügt über eine Turn- und Festhalle.

### Verkehr
Durch Elm verläuft die von Bous kommende Landesstraße L 140, die etwa 1 km nordöstlich von Elm über eine Anschlussstelle zur Bundesautobahn 8 verfügt. Über die Landesstraße L 139 besteht eine Verbindung von Sprengen zum einen nach Schwalbach und zum anderen nach Köllerbach. Von Derlen führt eine Straße nach Püttlingen.